# Щур, Максим Александрович
Максим Александрович Щур (бел. Максім Аляксандравіч Шчур; род. 5 декабря 1977, Брест) — белорусский поэт, переводчик, эссеист.

## Биография
В 1994—1998 годах учился в МГЛУ. С 1998 года живёт в Чехии вблизи Праги.

## Творчество
Автор пьесы «Смерть тирана» (Минск, 1997), сборников стихов «Амфитеатр» (Прага-Гданьск, 1999), «Ранний сбор» (Стокгольм, 2006), «Амальгама», «Modus bibendi», «Летнее время» и ряда литературоведческих эссе. Книг прозы «Там, где нас нет» (2004), «Лист, найденный пепелище» и «Культуртрэгер». Его стихи печатались в чешских, шведских и польских переводах.
Основатель интернет-журнала niamiesta.se, где публикует первую очередь собственные тексты и переводы зарубежных авторов на белорусский.
Переводит с чешского — Франтишека Геллнера, Ладислава Клима, Богуслава Рейнеке, с испанского — Франсиска де Кеведо, Хорхе Луиса Борхеса, Федерико Гарсия Лорка, с английском — Льюиса Кэролла (обе части «Алисияны»), Эдварда Лира («Книга безумной»).
Интересуется теорией интерпретации, философией искусства, отношениями между культурой и политикой.

## Признание
- Лауреат литературная премии имени Янки Юхновца (2004) за роман «Там где нас нет» (неопубликованный[2])
- Лауреат премии «Premio Iberoamericano» (2003)